# Baltasar (football, 1966)
Pour les articles homonymes, voir Baltasar.
Luís Manuel Alves Rolão Baltasar, simplement appelé Baltasar, est un footballeur portugais né le 25 novembre 1966 à Castelo Branco. Il évoluait au poste de milieu offensif.

## Biographie
Baltasar joue principalement en faveur du SCU Torreense et du Sporting Braga.
Au total, Baltasar dispute 171 matchs en 1re division portugaise et inscrit 6 buts dans ce championnat. 
Il joue également cinq matchs en Coupe de l'UEFA avec Braga lors de la saison 1997-1998.

## Carrière
- 1984-1985 : Sporting Portugal  Portugal
- 1985-1986 : Vitória Setubal  Portugal
- 1986-1988 : Académica de Coimbra  Portugal
- 1988-1989 : CD Olivais e Moscavide  Portugal
- 1989-1993 : SCU Torreense  Portugal
- 1993-1994 : Louletano DC  Portugal
- 1994-1998 : Sporting Braga  Portugal
- 1998-2000 : CF Belenenses  Portugal
- 2000-2002 : Estoril-Praia  Portugal
- 2002-2003 : Athlétique Club du Portugal  Portugal[1]